# Lycosella
Lycosella là một chi nhện trong họ Lycosidae.